# Marzagão
Marzagão là một đô thị thuộc bang Goiás, Brasil. Đô thị này có diện tích 228,091 km², dân số năm 2007 là 2301 người, mật độ 10,1 người/km².